# طارق مراد
طارق مراد (من مواليد 21 أغسطس 1992) هو لاعب كرة قدم أمريكي محترف يلعب حاليًا مع فريق أوكلاند روتس في بطولة دوري الولايات المتحدة - البطولة .

## وقت مبكر من الحياة

### الحياة الشخصية
ولد طارق في لوس أنجلوس ، كاليفورنيا وترعرع في تشينو هيلز ، كاليفورنيا لأبوين مصريين ولديه شقيقان أكبر منه.  التحق بمدرسة مدرسة تشينو هيلز الثانوية حيث فاز مرتين بدوري سييرا وحصل على لقب أفضل لاعب في دوري سييرا بصفته لاعبًا صغيرًا . 

### الكلية والشباب
كان من المقرر أن يلعب مراد في الأصل كرة قدم جامعية في جامعة كاليفورنيا في ريفرسايد كلاعب وسط لكن عرض المنحة الذي قدمه تم إلغاؤه. وبدلاً من ذلك ، التحق بكلية جبل سان أنطونيو عام 2010. أثناء وجوده في جبل سان أنطونيو ، قاد فريق مونتز إلى لقب مؤتمر الساحل الجنوبي بالإضافة إلى بطولة ولاية كاليفورنيا جونيور كوليدج . تم تعيينه أيضًا في فريق أوول - كونفيرنس. 
في عام 2011 ، سينتقل مراد إلى جامعة كاليفورنيا في إيرفين حيث سيتم تحويله إلى مدافع .  كان يلعب في 61 مباراة ويسجل ثلاثة أهداف خلال فترة وجوده هناك. خلال سنته الأولى ، فاز يو سي أورفين بلقب مؤتمر الغرب الكبير وسيصل إلى الدور ربع النهائي من بطولة بطولة (NCAA) القسم الأول لكرة القدم للرجال ؛ سجل المدرسة. 
في عام 2013 ، لعب مراد أيضًا مع فريق نادي شيفاز يو إس أي يو 23. كان شيفاس ينهي العام دون هزيمة في طريقه إلى بطولة دوري الساحل لكرة القدم حيث سجل مراد الهدف النهائي لمباراة البطولة. 

## روابط خارجية
- tarekmmoradعلى تويتر.
- قالب:MLS player
- قالب:USL player